# Мули-ан-Медок
Мули́-ан-Медо́к (фр. Moulis-en-Médoc) — коммуна во Франции, находится в регионе Аквитания. Департамент коммуны — Жиронда. Входит в состав кантона Кастельно-де-Медок. Округ коммуны — Бордо.
Код INSEE коммуны 33297.
Коммуна расположена приблизительно в 490 км к юго-западу от Парижа, в 29 км к северо-западу от Бордо в винодельческом регионе Медок.

## Население
Население коммуны на 2008 год составляло 1714 человек.
| 1962 | 1968 | 1975 | 1982 | 1990 | 1999 | 2008 |
| ---- | ---- | ---- | ---- | ---- | ---- | ---- |
| 911  | 972  | 1016 | 1208 | 1326 | 1366 | 1714 |

## Администрация
| Период | Период | Фамилия         | Партия | Профессия |
| ------ | ------ | --------------- | ------ | --------- |
| 2001   | 2008   | Жорж Бейоннет   |        |           |
| 2008   |        | Кристиан Лагард |        |           |

## Экономика
В 2007 году среди 1072 человек в трудоспособном возрасте (15-64 лет) 822 были экономически активными, 250 — неактивными (показатель активности — 76,7 %, в 1999 году было 74,7 %). Из 822 активных работали 755 человек (407 мужчин и 348 женщин), безработных было 67 (31 мужчина и 36 женщин). Среди 250 неактивных 70 человек были учениками или студентами, 87 — пенсионерами, 93 были неактивными по другим причинам.

## Достопримечательности
- Церковь Сен-Сатюрнен в романском стиле. Эта церковь впервые упоминается в 1268 году. Она посвящена Святому Сатурнину, первому епископу Тулузы. Исторический памятник с 1846 года[3]
- Замок Мокайу, в котором расположен музей вина и виноделия. Памятник культурного наследия[4]
- Археологические раскопки